# David Swift (Regisseur)

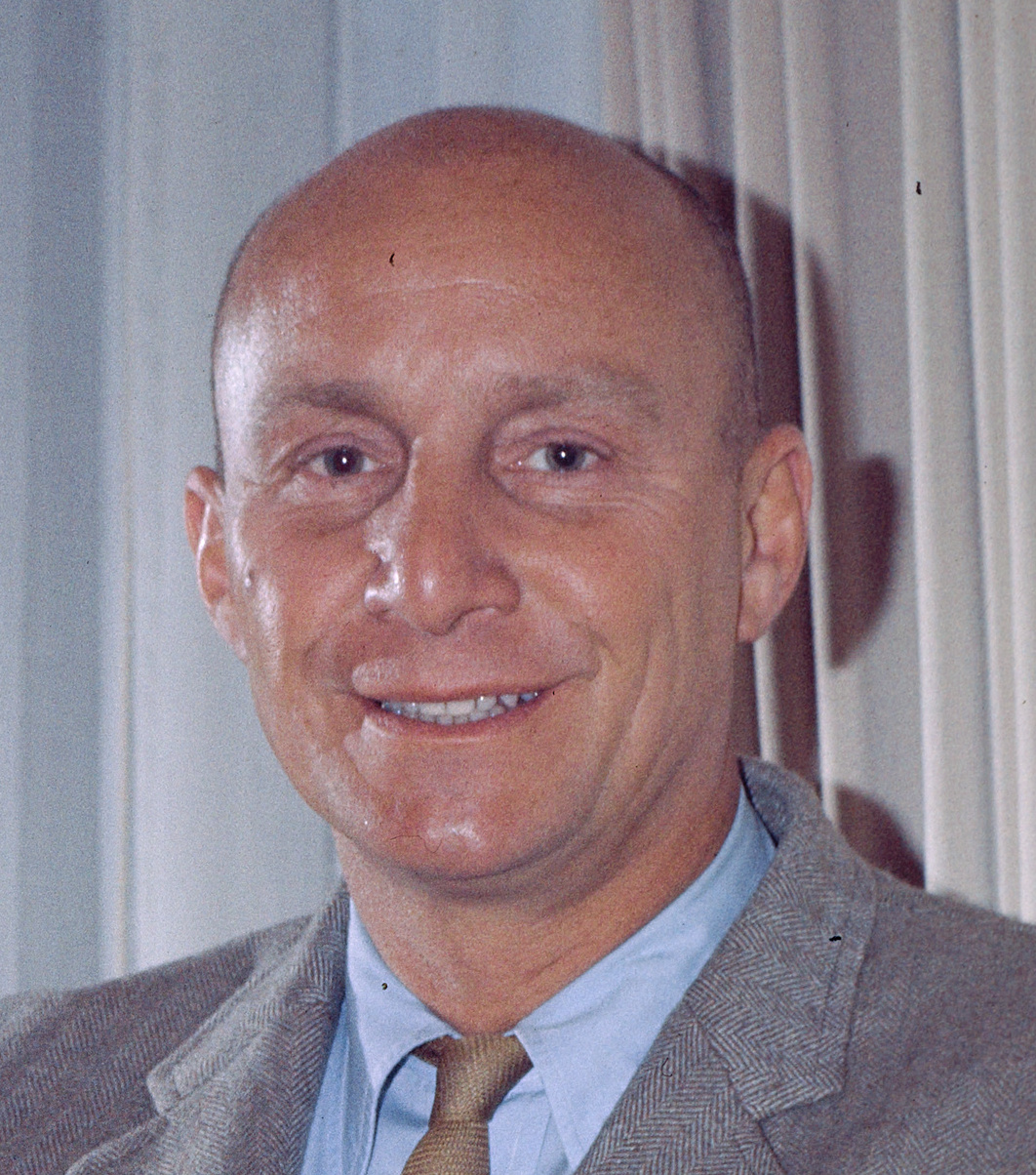
David Swift (1964)

David Swift (* 27. Juli 1919 in Minneapolis, Minnesota, Vereinigte Staaten; † 31. Dezember 2001 in Santa Monica, Kalifornien) war ein US-amerikanischer Filmregisseur und Drehbuchautor.

## Leben
Swift, der Sohn eines Wurstpellen-Fabrikanten, begann noch in den 1930er Jahren seine Filmkarriere als Botenjunge bei den Disney-Trickfilm-Studios. Bereits 1938 stieg er bei Disney zum Zeichentrickassistenten auf. Während des Zweiten Weltkriegs diente Swift in der Eighth Air Force in England. Nach seiner Entlassung in das Zivilleben arbeitete er als Gag-Autor für Rundfunksendungen (u. a. für Bob Hope). 1949 begann Swift für Fernsehreihen wie ‘Philco Playhouse’, ‘Studio One’, ‘Kraft Theatre’und ‘Omnibus’ Drehbücher zu schreiben, in den 1950er Jahren drehte er auch zahlreiche Folgen zu Fernsehserien wie ‘Wagon Train’ und ‘Rifleman’. Als kompatibler Fließbandarbeiter des Studiosystems erprobt und geschätzt, ermöglichte Disney dem 40-jährigen 1959 erstmals, Kinofilmregie zu führen. Die beiden jugendgerechten Hayley-Mills-Stoffe Alle lieben Pollyanna und „Die Vermählung ihrer Eltern geben bekannt“, letzteres eine Adaption von Erich Kästners berühmten Kinderroman ‘Das doppelte Lottchen’, war zu Beginn der 1960er Jahre klassische Kinounterhaltung für ein Familienpublikum.
Nach diesen frühen Kassenerfolgen inszenierte Swift ähnlich massenkompatible Unterhaltungsfilme ohne künstlerische Ambitionen; am erfolgreichsten gerieten ihm Komödien wie Ein Ehebett zur Probe und Leih mir deinen Mann mit Jack Lemmon und Hollywood-Ausflüglerin Romy Schneider aber auch Vierzig Millionen suchen einen Mann mit Glenn Ford und Hope Lange, die hier „eine amüsante Performance als überaus kapriziöse und verzogene Multimillionen-Erbin“ gab und sich „als ausgezeichnete Komödiantin“ erwies. Als sich Ende der 60er Jahre das New Hollywood-Kino durchzusetzen begann, schien Swifts Inszenierungsstil veraltet, und der Regisseur zog sich, von einigen kleineren Mitarbeiten für das Fernsehen abgesehen, weitgehend aufs Altenteil zurück. Für zwei Drehbuch-Kooperationen Ende der 1970er Jahre kehrte David Swift zum Kino zurück, 1985 schrieb er das Drehbuch zu dem Fernsehfilm The Hugga Bunch, wie schon seine vorhergehenden Arbeiten gleichfalls eine Familienproduktion. Swifts „Drehbuchmitarbeit“-Nennung bei dem 1997 entstandenen „Doppelten Lottchen“-Re-Remake Ein Zwilling kommt selten allein mit der Kino-Debütantin Lindsay Lohan in der Doppelrolle erklärt sich durch die Wiederverwendung seines alten Kinofilm-Manuskripts von 1960.

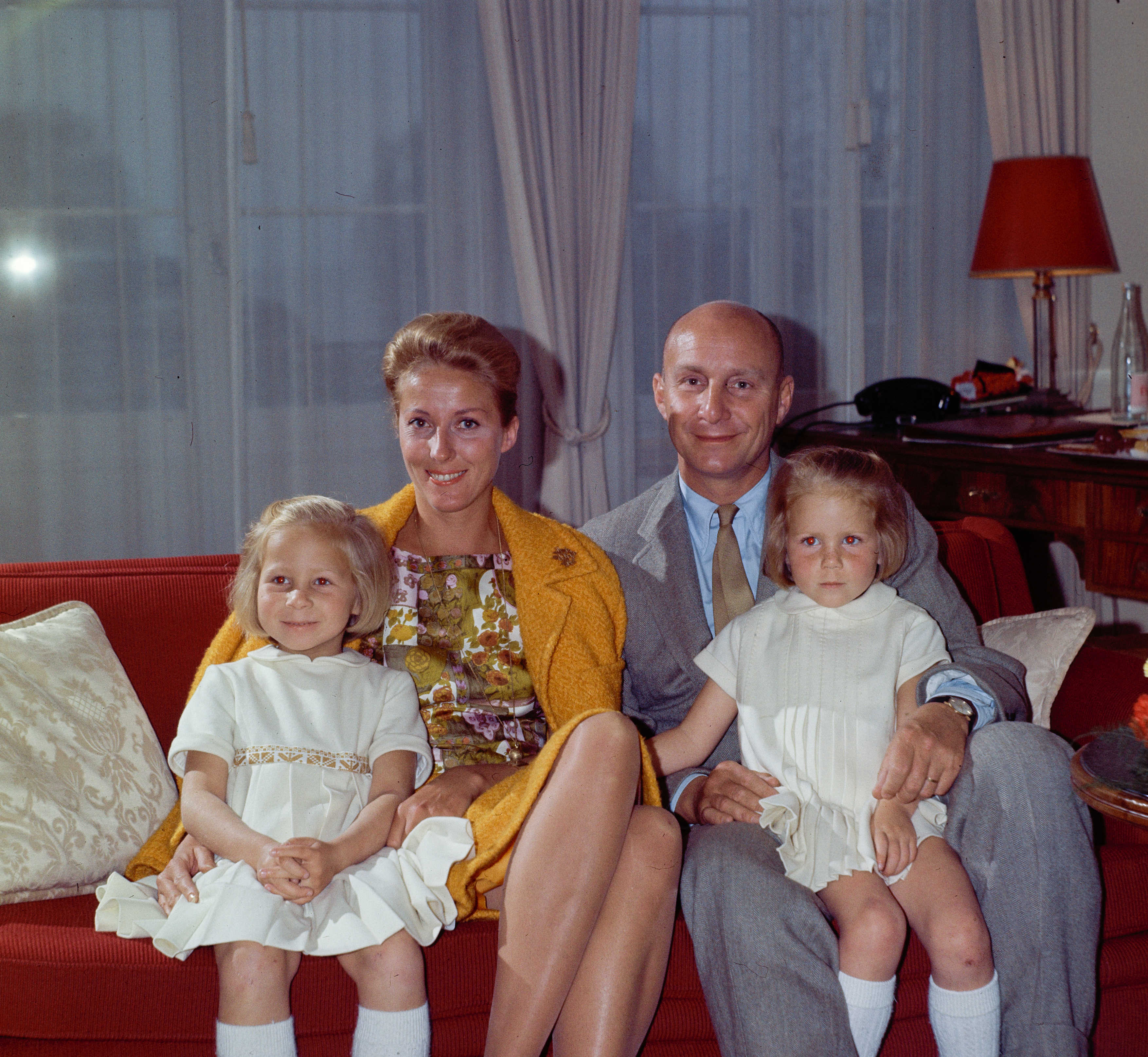
David Swift mit seiner Familie. Ehefrau Micheline Swift sowie die zwei Töchter Michele und Wendon (1964)

In den 1950er Jahren war Swift mit der Schauspielerin Maggie McNamara verheiratet. Er heiratete 1957 das Fotomodel Micheline Swift. Das Paar hatte zwei Töchter, Michelle und Wendon. Diese Ehe hielt bis zu seinem Tod am Silvester 2001 im Saint John’s Health Center von Santa Monica.

## Kinofilme (komplett)
als Regisseur und (Co-)Drehbuchautor, wenn nicht anders angegeben
- 1960: Alle lieben Pollyanna (Pollyanna)
- 1960: Die Vermählung ihrer Eltern geben bekannt (The Parent Trap)
- 1962: Männer, die das Leben lieben (The Interns)
- 1962: 40 Millionen suchen einen Mann (Love is a Ball)
- 1963: Ein Ehebett zur Probe (Under the Yum Yum Tree)
- 1963: Leih mir deinen Mann (Good Neighbor Sam) (auch Produktion)
- 1967: Wie man Erfolg hat, ohne sich besonders anzustrengen (How to Succeed in Business Without Really Trying) (auch Produktion)
- 1976: Abenteuer auf Schloß Candleshoe (Candleshoe) (nur Co-Drehbuch)
- 1979: Foolin’ Around (Foolin’ Around) (nur Co-Drehbuch)
- 1998: Ein Zwilling kommt selten allein (The Parent Trap) (nur Co-Drehbuch)